# Hileithia hohaelis
Hileithia hohaelis là một loài bướm đêm trong họ Crambidae.